# Posições políticas de Fernando Henrique Cardoso
Este artigo aborda as posições políticas de Fernando Henrique Cardoso, presidente do Brasil entre 1995 a 2003.

## Principais posições políticas
Fernando Henrique se autoclassifica como parte da esquerda política e considera que não há representantes da direita no Brasil. Durante um encontro com intelectuais em abril de 2014, declarou: "Hoje, se disser que sou de esquerda, as pessoas não vão acreditar. Embora seja verdade. É verdade!"
Embora, tenha se auto-declarado após 16 anos da sua segunda candidatura em 1998, neste período, no contexto histórico e político do Brasil, a única figura política consolidada na ala à esquerda era Lula da Silva, no outro lado do espectro político estava FHC, representante do PSDB (centro) e naquele dado momento histórico, aliado a centro-direita, à direita neoliberalista. Não havia, portanto, uma eleição com dois candidatos de esquerda. A Eleição de 1998, contudo, reafirmou isso.
Também considera que as classificações ideológicas "são apenas rótulos, coisas externas à vida real dos partidos". É favorável a uma reforma política no Brasil. Em 2013, Cardoso classificou a ideia da presidente Dilma Rousseff, de convocar a realização de um plebiscito para formação de uma constituinte exclusiva sobre reforma política, como sendo "própria de regimes autoritários", embora ele mesmo tenha defendido uma proposta semelhante quando concorreu à reeleição - projeto por ele criado. Entre os temas que poderiam ser debatidos na reforma política, defende o voto distrital e o financiamento público de campanhas.
Um dos temas que mais gerou controvérsias quando da edição da terceira versão do Programa Nacional de Direitos Humanos (PNDH) recebeu seu apoio. Fernando Henrique defendeu a necessidade de regulação da mídia como parte da construção da democracia brasileira. Entre os argumentos do sociólogo, estão o de que "não há como regular adequadamente a democracia sem regular adequadamente os meios de comunicação" e que "os meios de comunicação no Brasil não trazem o outro lado. Isso não se dá por pressão de governo, mas por uma complexidade de nossa cultura institucional."

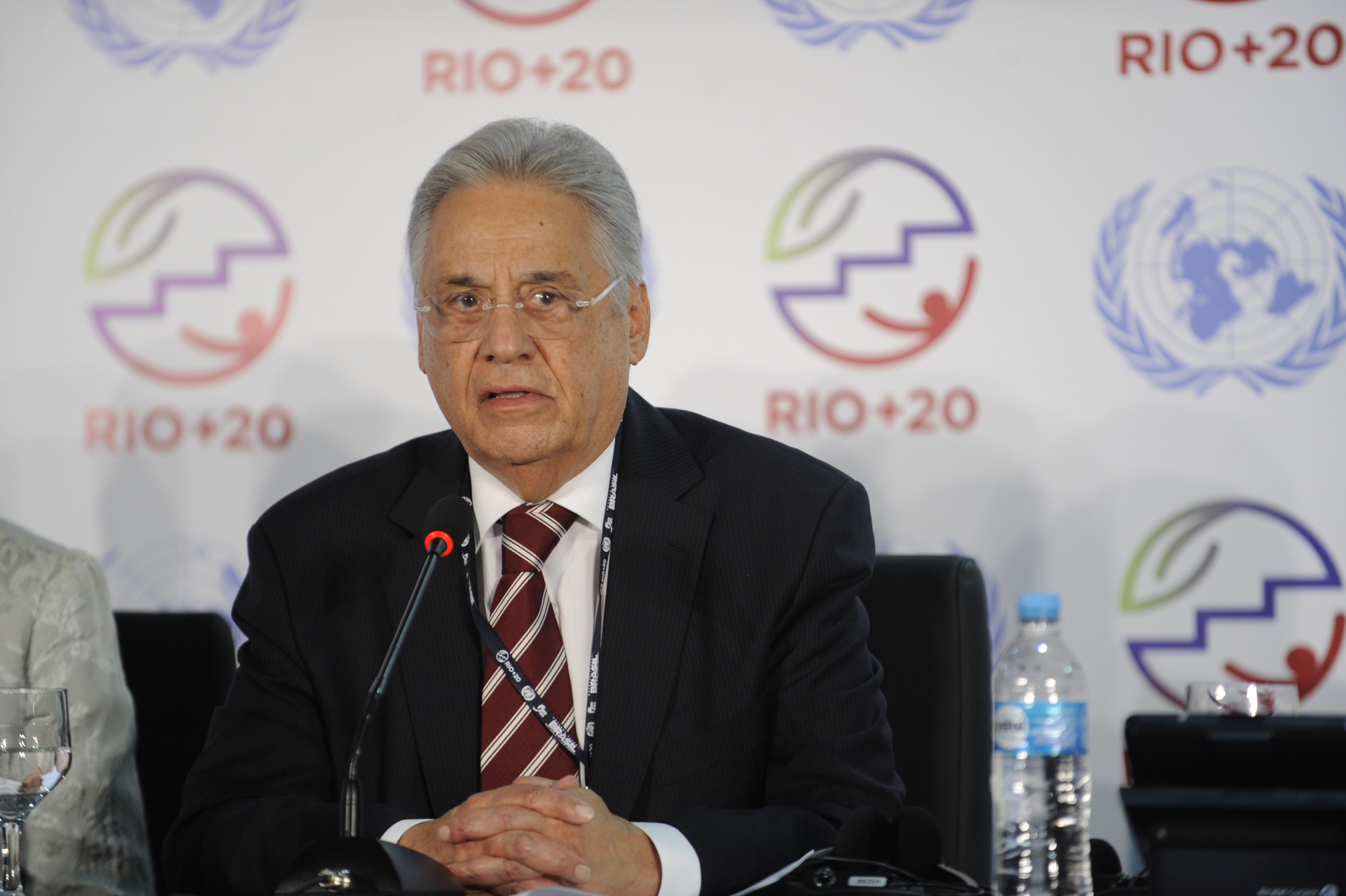
Fernando Henrique discursando na Rio+20.

Em maio de 2002, defendeu o Projeto de Lei 1151 de 1995, de autoria da deputada Marta Suplicy, que autorizaria a união de pessoas do mesmo sexo e permitira aos transexuais que mudassem o nome em documentos. Durante o discurso de lançamento da segunda edição do Programa Nacional de Direitos Humanos, recomendou ao Congresso que aprovasse o projeto.
Durante o segundo turno da eleição presidencial de 2006, defendeu os resultados dos processos de privatização realizados durante o seu governo em uma entrevista à Rádio CBN. Segundo ele, se os bancos estaduais não tivessem sido privatizados, o país estaria envolvido "na inflação e na corrupção". Sobre os debates entre Luiz Inácio Lula da Silva e Geraldo Alckmin acerca das privatizações, comentou: "Agora, está havendo uma discussão arcaica: se deve haver privatização ou não. É claro que já houve privatização, taí, funcionou. Em outros setores, não pode haver privatização. Isso depende de circunstâncias".
Em uma sabatina realizada pelo Grupo Folha em dezembro de 2011, enfatizou ser favorável à descriminalização do aborto, mas que não é favorável que se faça aborto. Durante as polêmicas discussões sobre o aborto na eleição presidencial em 2010, declarou ser contrário à inclusão do tema em campanhas eleitorais. Segundo ele, "a discussão do aborto em todos os países vai ocorrer. É como a questão da droga, não pode ser eleitoral. É uma questão de outra natureza".
Fernando Henrique defendeu a instauração da Comissão Nacional da Verdade e em 15 de maio de 2012 defendeu que ela deveria apurar apenas os crimes cometidos pelo Estado durante o período militar e não eventuais crimes cometidos por opositores do regime, como defendem militares da reserva. Segundo ele, a Comissão da Verdade não é uma questão política ou de governo, mas sim "uma questão de cidadania, de democracia".
| União de pessoas do mesmo sexo | Privatização                         | Liberdade de imprensa        | Regulação da mídia |
| Pena de morte                  | Aborto · Descriminalização do aborto | Descriminalização das drogas | Reforma política   |

## Ativismo pró-descriminalização das drogas

Fernando Henrique na capa da revista Trip em uma edição sobre a maconha no Brasil.

Fernando Henrique considera que a guerra contra as drogas é uma guerra fracassada e devem ser buscadas novas alternativas, classificando o problema também como uma questão de saúde pública. Ele apoia a descriminalização da posse de pequenas quantidades de drogas para uso pessoal e é integrante da Comissão Latino-Americana de Drogas e Democracia, que defende uma nova abordagem contra o tráfico. Segundo FHC, a atual política de combate às drogas pela repressão não está funcionando e é necessário outras medidas como a mudança da legislação para pequenos traficantes, com pena diferenciada. De acordo com ele, é necessário criar campanhas de conscientização que indiquem que estas drogas fazem mal como já é feito com o cigarro e que apenas a descriminalização de forma isolada não resolveria o problema, sendo necessário um trabalho preventivo. Esta sua posição foi afirmada pós a ocorrência dos atos de violência organizada no Rio de Janeiro em 2010, quando declarou que "o que está acontecendo no Rio de Janeiro é uma reação ao fato de que o governo está fazendo alguma coisa" e que o "Rio está reagindo da maneira que tem que reagir". Porém, segundo ele, as ações do governo estariam focadas apenas na repressão ao crime e elas teriam de ir além precisando ser discutidas questões como a descriminalização de drogas como a maconha e ampliação da assistência médica aos usuários.
Em maio de 2011, participou do lançamento do filme Quebrando o Tabu, um manifesto pacifista a favor da descriminalização das drogas em que aparece como âncora, tendo ao seu lado os ex-presidentes norte-americanos Bill Clinton e Jimmy Carter. No mesmo ano, foi convidado a participar da Comissão de Assuntos Sociais (CAS) do Senado Federal do Brasil para debater a descriminalização da maconha. Em 2012, liderou a Comissão Global de Política sobre Drogas, integrada também pelo ex-presidente colombiano César Gaviria, pelo ex-presidente mexicano Ernesto Zedillo, pelo ex-secretário-geral da Organização das Nações Unidas Kofi Annan, pelo ex-secretário do Departamento do Tesouro dos Estados Unidos Paul Volcker, dentre outros.